# Gabón en los Juegos Paralímpicos de Tokio 2020
Gabón estuvo representado en los Juegos Paralímpicos de Tokio 2020 por dos deportistas, un hombre y una mujer. El equipo paralímpico gabonés no obtuvo ninguna medalla en estos Juegos.